# Wiederhofen
Wiederhofen (mundartlich: Widərhovə, ov Widərhovə nüf) ist ein Gemeindeteil der Gemeinde Missen-Wilhams im bayerisch-schwäbischen Landkreis Oberallgäu.

## Geographie
Das Dorf liegt circa zwei Kilometer westlich des Hauptorts Missen. Südlich der Ortschaft befindet sich die Thaler Höhe mit den Gemeindegrenzen zu Immenstadt im Allgäu und Oberstaufen.

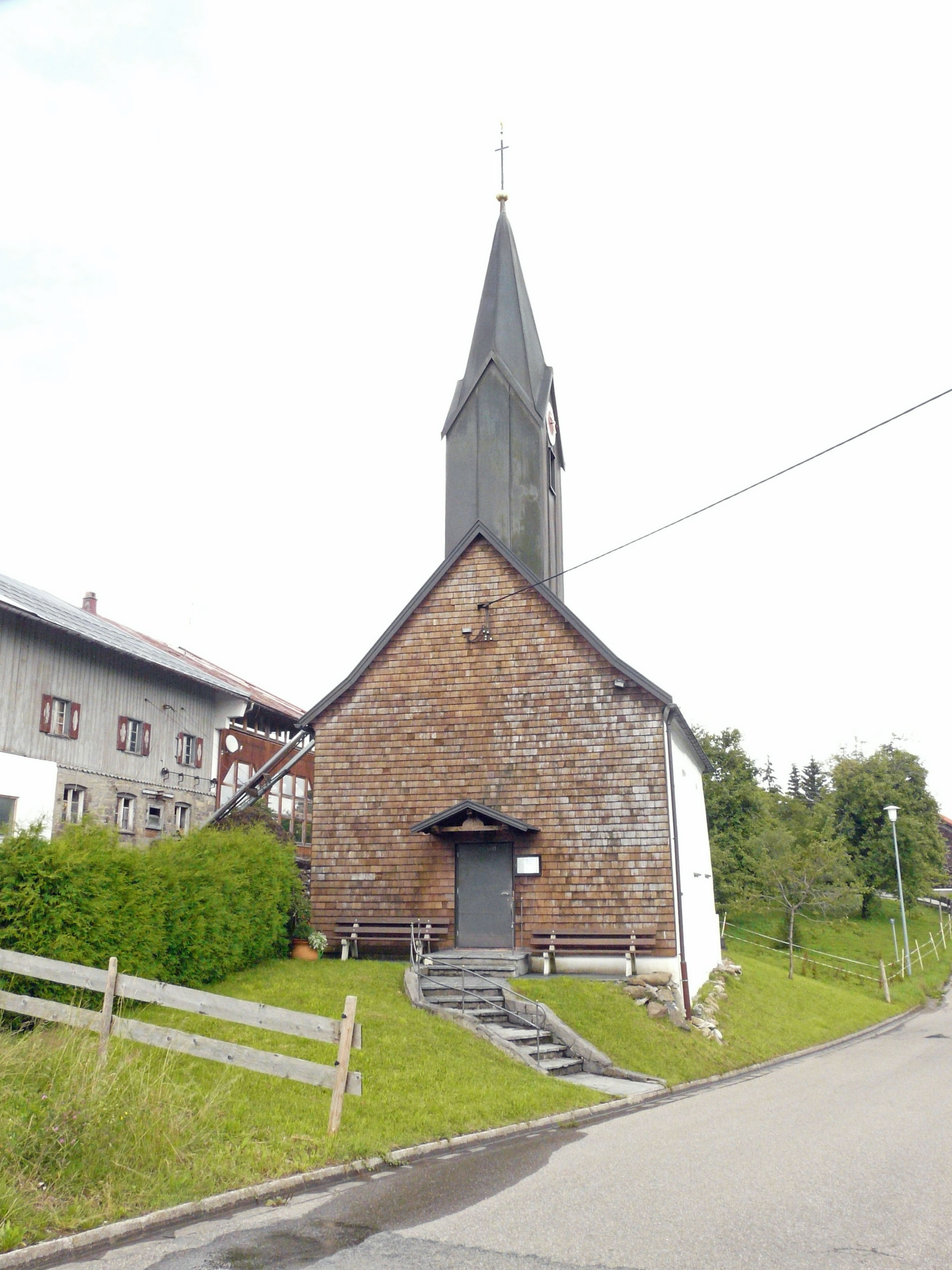
Kapelle St. Ulrich und Afra

## Ortsname
Der Ortsname stammt vom  mittelhochdeutschen Wort wider für Widder und bedeutet bei den Höfen, an denen Widder leben.

## Geschichte
Wiederhofen wurde erstmals urkundlich um das Jahr 1250 erwähnt als das Kloster Isny zu Widerhoven Zins bezog. 1451 saßen neben rotfesischen Eigenleuten auch Eglofser Freie in Wiederhofen. 1721 wurde die Kapelle St. Ulrich und Afra erbaut. 1808 fand die Vereinödung des Ortes statt.

## Baudenkmäler
- Siehe: Liste der Baudenkmäler in Wiederhofen

## Persönlichkeiten
- Ulrike Müller (* 1962), Ehem. Mitglied des Europaparlaments, Landtagsabgeordnete